# Ford Raptor
Raptor — це назва, яку використовує Ford для своїх високопродуктивних пікапів та позашляховиків. 
Raptor, що використовується з 2010 модельного року, позначається як найпродуктивніша версія F-150, Ranger та Bronco. 
Отримавши свою назву від хижого птаха та велоцираптора, модельна лінійка задумана як дозволений для дорожнього руху аналог позашляхового гоночного трофейного пікапа. 
F-150 Raptor зараз знаходиться у своєму третьому поколінні; Ranger Raptor був представлений у 2019 році (на ринках за межами Північної Америки), а Bronco Raptor був випущений наприкінці 2021 року.
Оптимізований для використання бездоріжжям, Raptor оснащений повним приводом у стандартній комплектації, системою підвіски середнього ходу та всюдихідними шинами. 
Модель також оснащена найпотужнішими двигунами, доступними в лінійках F-150/Ranger. 
Поряд із ширшими крилами, Raptor оснащений власною решіткою радіатора, яка замінює емблему Ford Blue Oval великим написом "FORD" на решітці радіатора.

## F-150 Raptor

### Перше покоління (SVT Raptor; 2010)

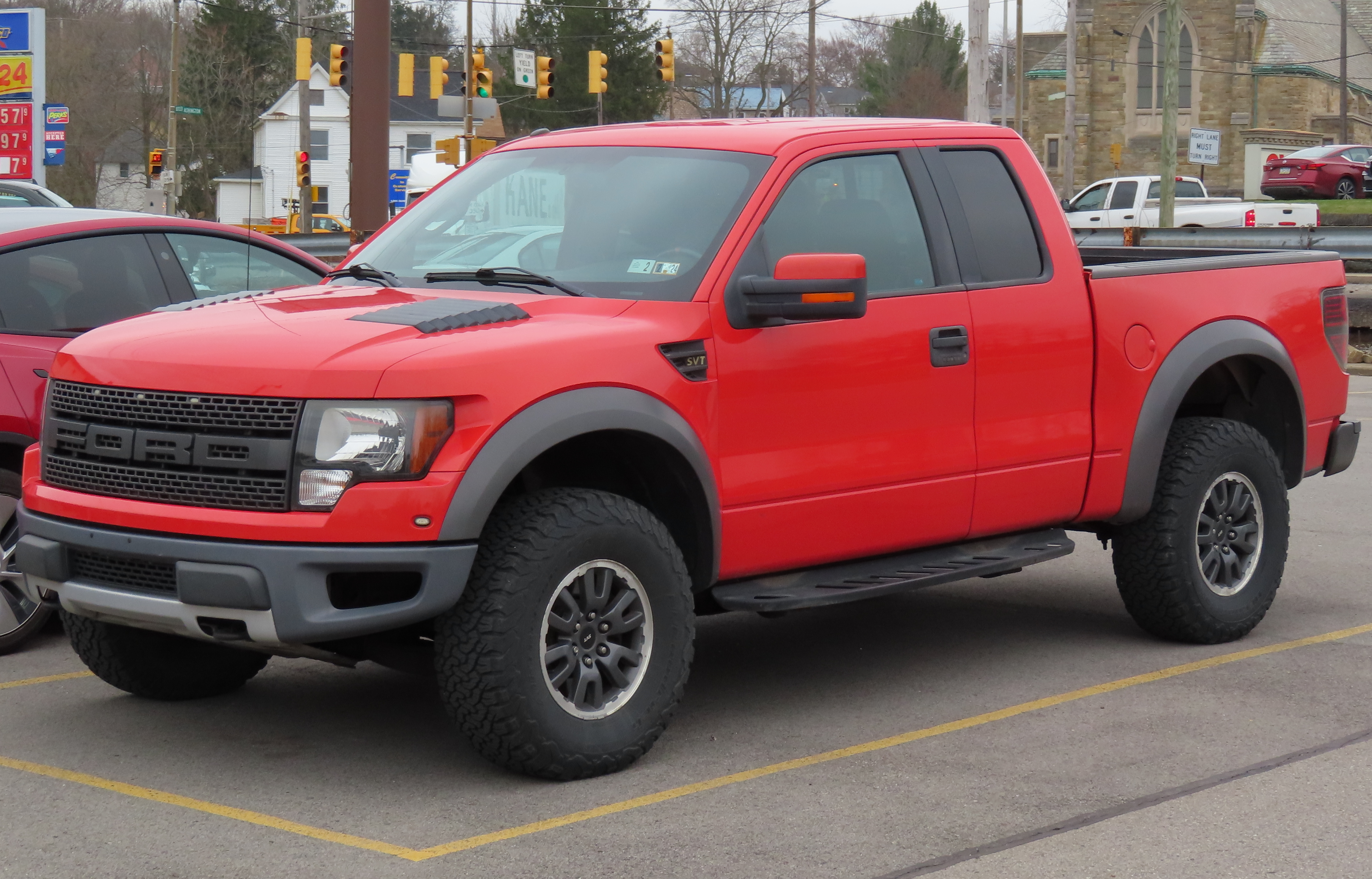
Ford F-150 SVT Raptor (P415)

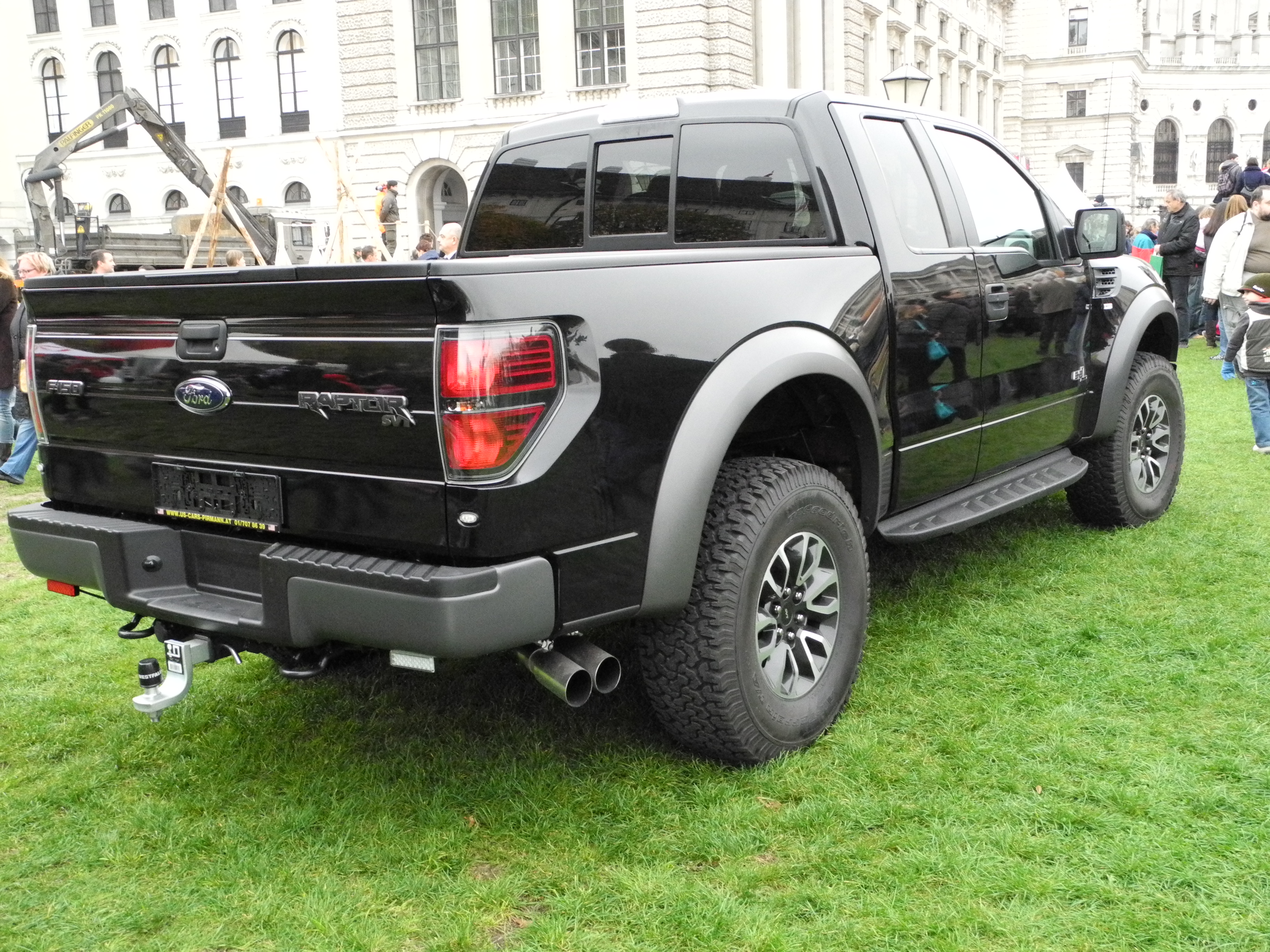

У модельному році 2010 року Ford SVT представила F-150 SVT Raptor, свій другий автомобіль, створений на базі Ford F-150. 
На відміну від дорожніх можливостей SVT Lightning 1993–2004 років, SVT Raptor був оптимізований для їзди по бездоріжжю, подібно до гоночного автомобіля в пустелі. 
«Raptor» спочатку було тимчасовим прізвиськом автомобіля під час розробки, і Ford довелося домовитися з Mosler щодо прав на назву Raptor.
Перший серійний Raptor, розплавленого помаранчевого кольору з цифровою графікою бруду, був проданий на аукціоні за 130 000 доларів, причому всі виручені кошти, що перевищували рекомендовану роздрібну ціну, були спрямовані на благодійність. 
Гоночна версія, F-150 SVT Raptor R, була побудована для гонок Baja 1000. Вона використовує 6,2-літровий двигун V8 потужністю 500 к.с. (370 кВт).

#### Модернізація шасі
SVT оснастила Raptor амортизаторами внутрішнього байпасу Fox Racing із зовнішніми резервуарами, що дозволило збільшити хід передньої підвіски до 11,2 дюйма, а задньої – до 12,1 дюйма. 
Щоб адаптуватися до конструкції підвіски з довгим ходом, задні листові пружини та передні верхні та нижні А-подібні важелі були перероблені, при цьому SVT розширила колію на сім дюймів та збільшила висоту дорожнього просвіту на два дюйми.
Задня вісь мала блокувальний диференціал з передавальним числом 4,10:1, а передня вісь мала відкритий диференціал. У 2012 році відкрита передня вісь була замінена на косозубий диференціал обмеженого ковзання Torsen.
Замість всесезонних шин F-150, Raptor був оснащений шинами BFGoodrich KO розміром 315/70/17 дюймів.
Буксирувальна здатність становить до 3629 кг з корисним навантаженням 803 кг (лише SuperCrew).

#### Силовий агрегат
У 2010 році стандартним двигуном був 5,4-літровий V8 потужністю 320 к.с., тоді як опціональний 6,2-літровий V8 (спільний з Super Duty) потужністю 411 к.с. 
Обидва двигуни були в парі з 6-ступінчастою автоматичною коробкою передач. У 2011 році 5,4-літровий двигун був виключений з серії F, залишивши 6,2-літровий V8 єдиним пропонованим двигуном.
- 5,4 л (330 CID) 3V Modular V8 320 к.с. 495 Нм
- 6,2 л (379 CID) 2V Boss V8 411 к.с. 587 Нм

#### Технологія водіння
Поряд з іншими версіями F-серії, F-150 SVT Raptor, був оснащений антиблокувальною системою гальм (ABS), системою контролю стійкості (AdvanceTrac з RSC) та системою контролю тяги. 
Щоб оптимізувати свої можливості як позашляхового та дорожнього автомобіля, SVT Raptor мав кілька конструктивних особливостей для максимізації зчеплення та контролю. 
Перший Ford із системою контролю спуску з пагорба, SVT Raptor був розроблений для використання ABS для мінімізації модуляції гальм водієм (для покращення контролю над кермом). 
У позашляхових умовах Raptor можна керувати в спортивному режимі (система контролю тяги вимкнена) та режимі «повного бездоріжжя» (без електронного втручання, крім ABS; дросельна заслінка та ABS перепрограмовані для низького зчеплення).

### Друге покоління (2017)

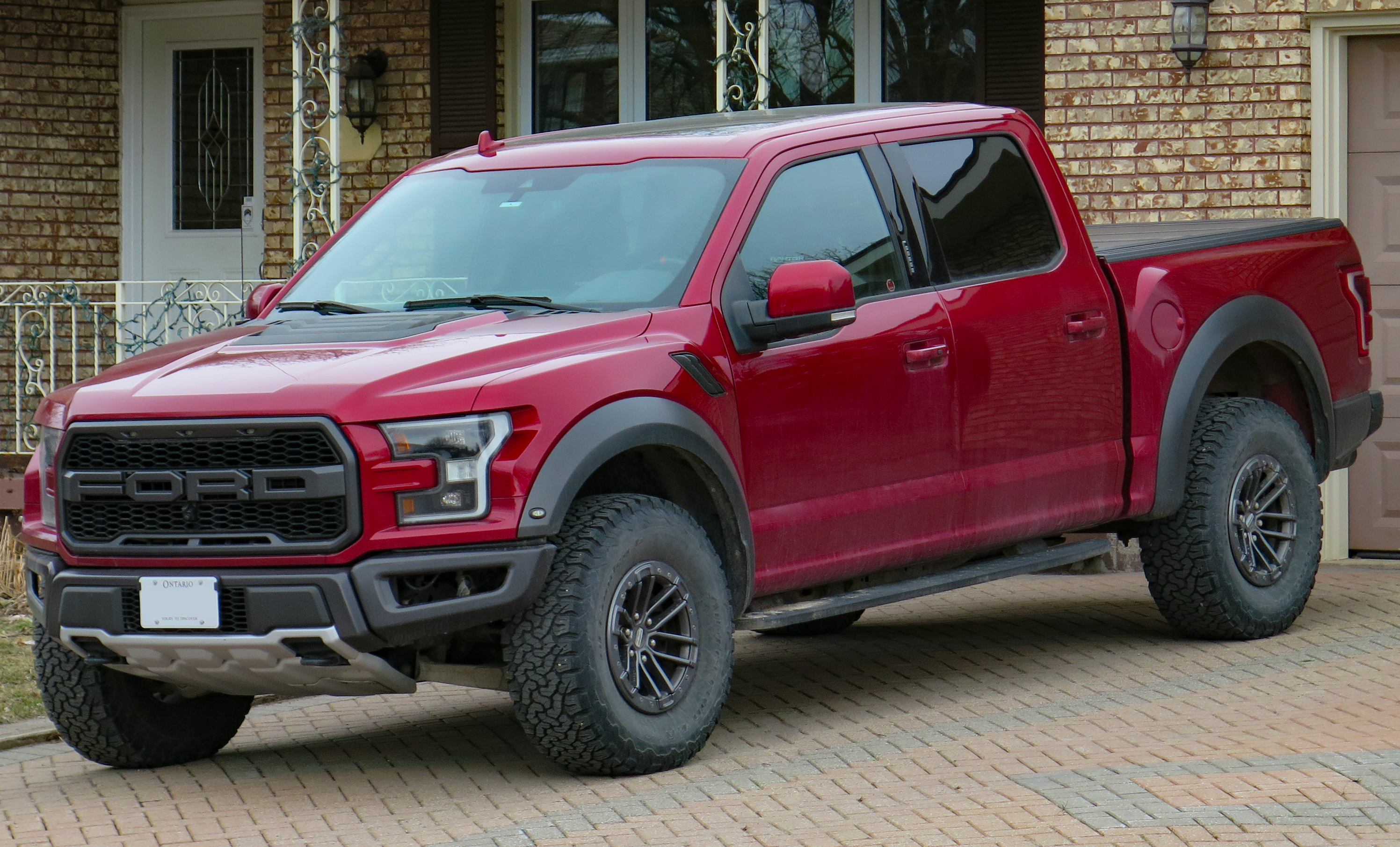
Ford F-150 Raptor (P552)

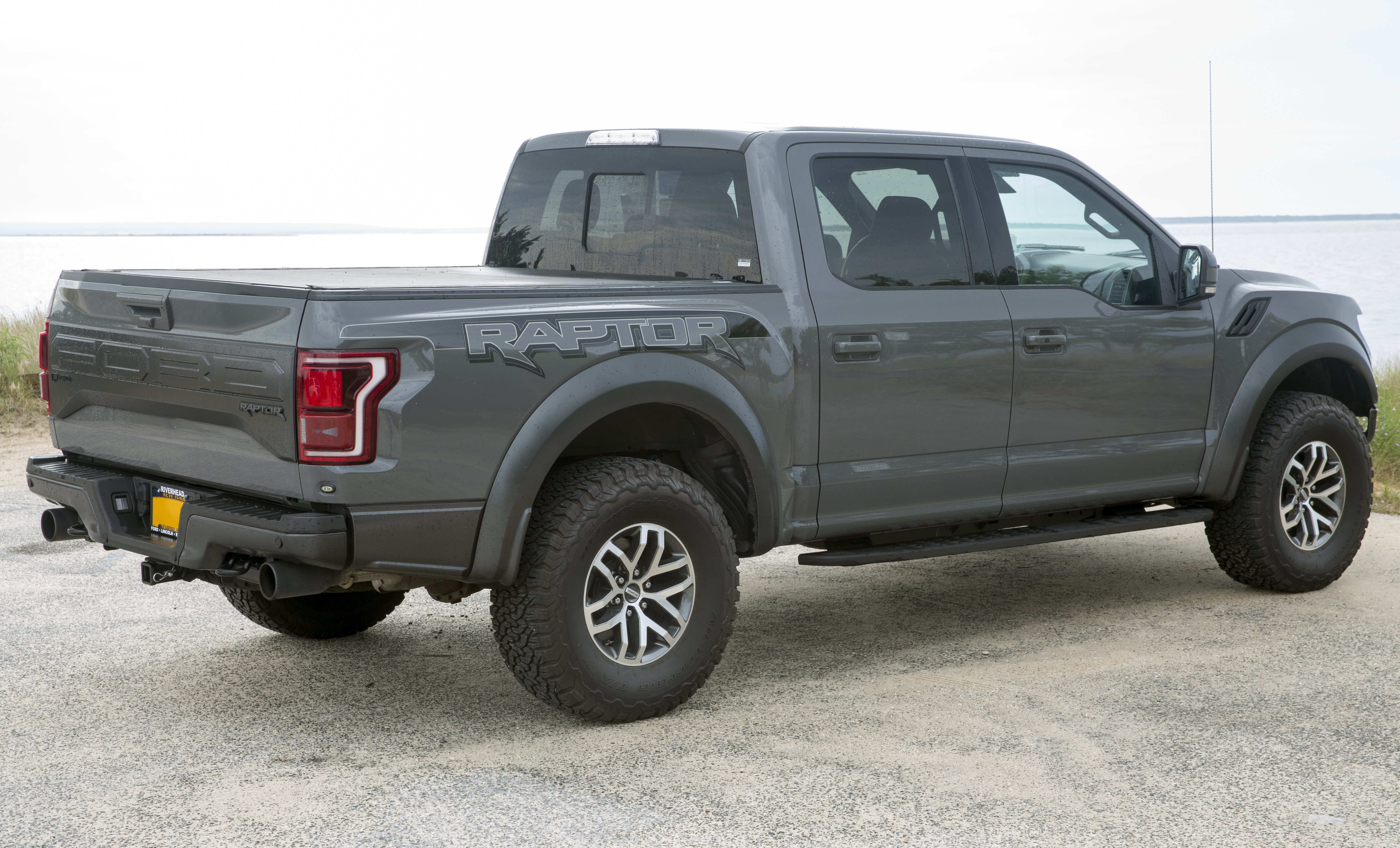

Після появи у 2014 році тринадцятого покоління F-серії, модельний ряд Raptor взяв дворічну перерву. 
Представлений як передсерійний автомобіль у січні 2015 року на Детройтському міжнародному автосалоні 2015 року, друге покоління Raptor було випущено на початку 2017 року для 2017 модельного року, відмовившись від префікса SVT. 
Як і його попередник, Raptor другого покоління — це пікап, заснований на F-150, оптимізований для бездоріжжя.
Як і стандартний F-150, Raptor — це автомобіль з високим вмістом алюмінію, сталь використовується переважно для рейок рами; порівняно з SVT Raptor, споряджена маса була зменшена на понад 500 фунтів.

#### Технічні характеристики шасі
Як і в попередньому поколінні, Raptor зберіг амортизатори Fox Racing з внутрішнім байпасом та зовнішніми резервуарами. Завдяки більшим амортизаторам (3 дюйми, замість 2,5), хід коліс збільшився до 13 дюймів для передньої осі (13,9 для задньої). 
Була запроваджена абсолютно нова роздавальна коробка; система крутного моменту на вимогу, конструкція якої поєднувала можливості повного приводу на вимогу з довговічністю повного приводу. 
З розширеною колією порівняно з F-150, Raptor знову використовував задню вісь з листовими пружинами та верхні та нижні А-подібні важелі для передньої осі. У 2019 році амортизатори Fox Racing були оновлені з функцією "Live Valve", яка автоматично налаштовується під рельєф місцевості.
Як і раніше, 35-дюймові всюдихідні шини були встановлені на 17-дюймові диски; Як рідкісну опцію для серійного автомобіля, Ford пропонував колеса з бедлоками, щоб запобігти відриву борту шини від колеса за низького тиску.

#### Силовий агрегат
На відміну від свого попередника, Raptor другого покоління не пропонувався з двигуном V8, натомість використовував високопродуктивний 3,5-літровий бензиновий двигун EcoBoost другого покоління V6. 
Використовуючи розстроєну версію двигуна, що використовується у Ford GT, потужністю 450 к.с. та крутним моментом 510 фунт-футів, EcoBoost з подвійним турбонаддувом також використовується в Lincoln Navigator. Raptor 2017 року ознаменував дебют 10-ступінчастої автоматичної коробки передач 10R80, першого некомерційного автомобіля, оснащеного 10-ступінчастою коробкою передач (будь-якого типу).
- 3,5 L EcoBoost D35 V6 twin-turbo 450 к.с. 690 Нм

### Третє покоління (2021)

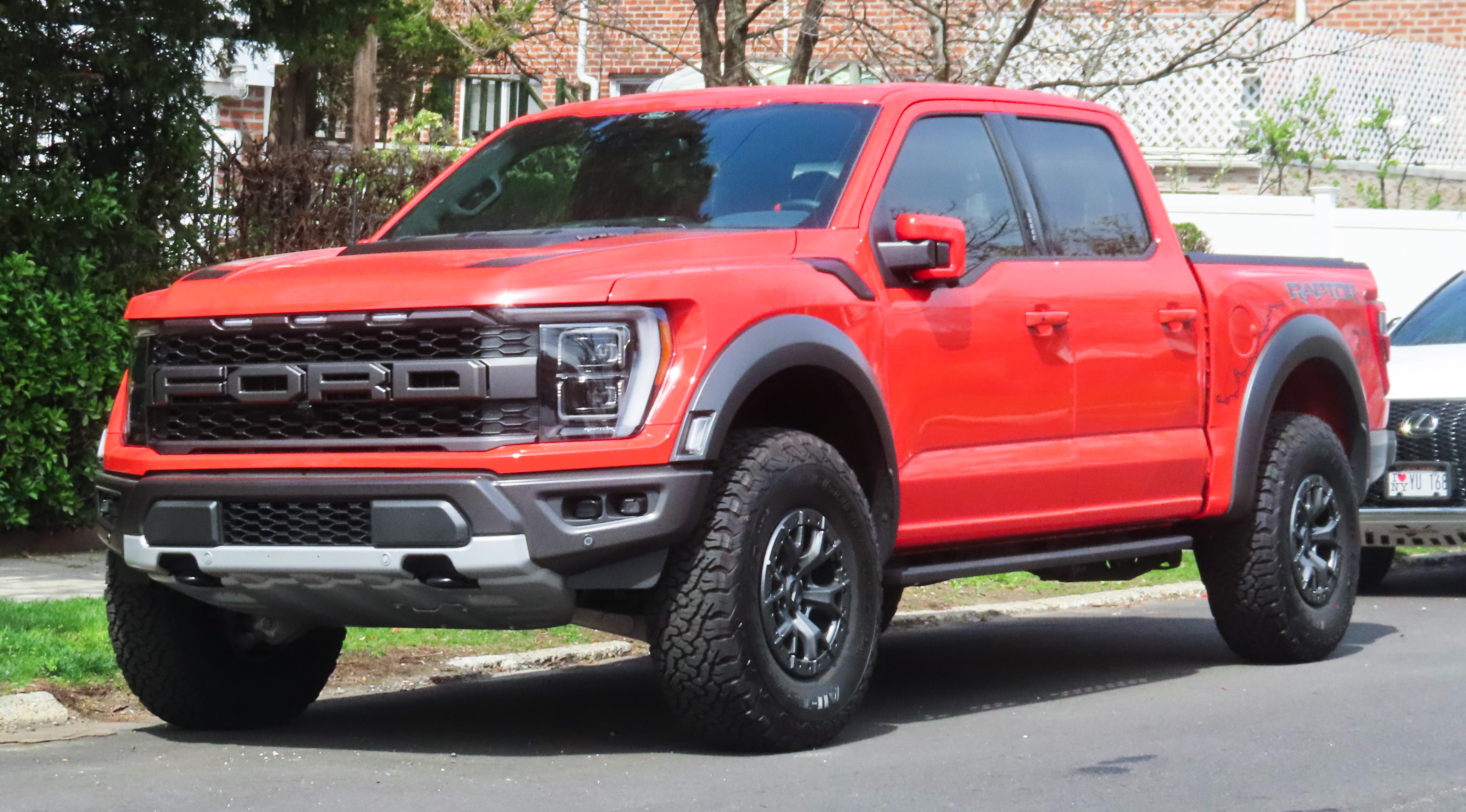
Ford F-150 Raptor (P702, 2021-2024)

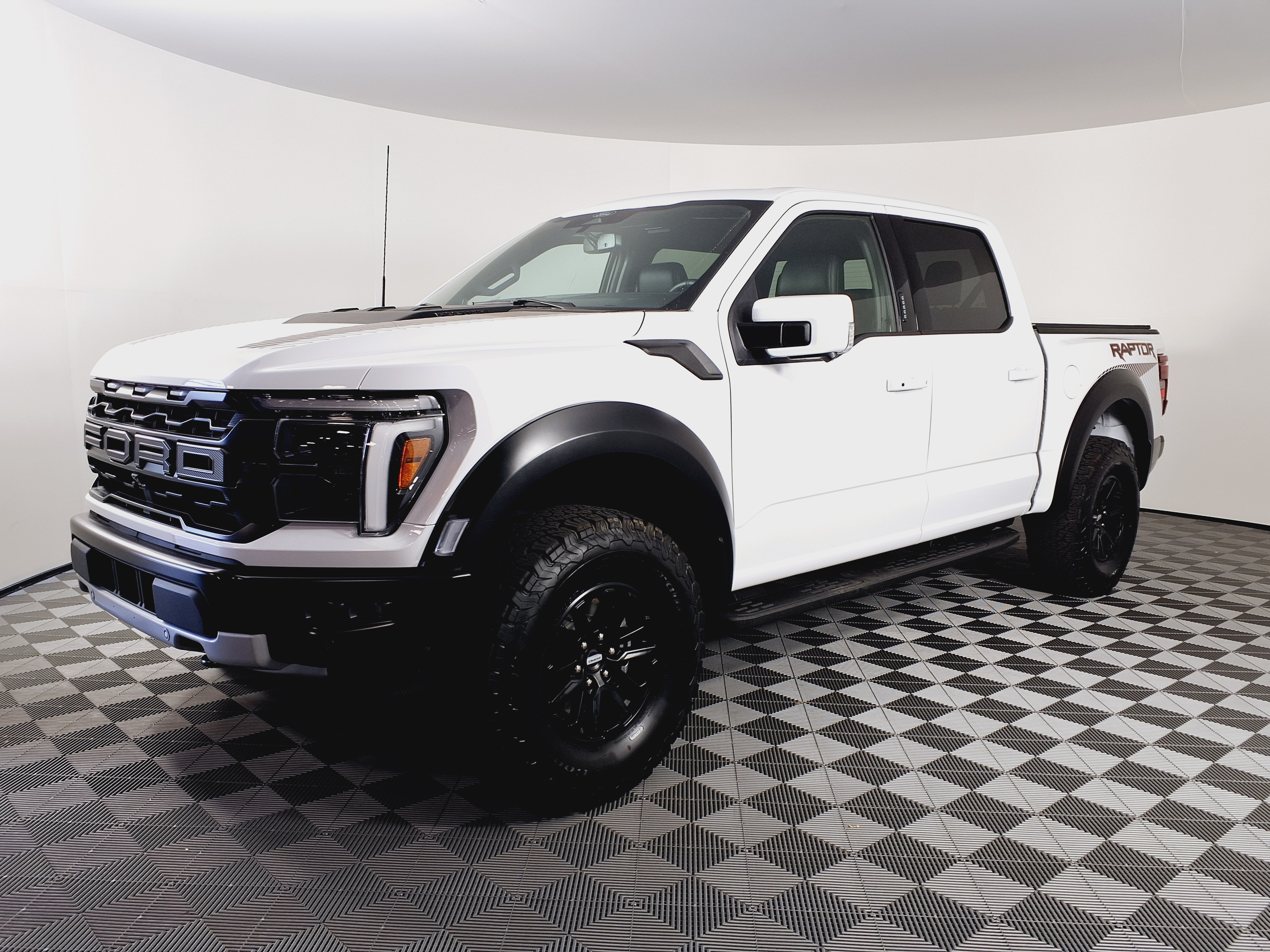
Ford F-150 Raptor (P702, з 2024)

Ford представив третє покоління F-150 Raptor у лютому 2021 року; нова базова модель зберегла той самий 3,5-літровий двигун EcoBoost V6, що й її попередник. Вперше в історії серійної легковантажної вантажівки Ford Raptor 2021 року пропонує 37-дюймові шини з заводу. 
Ford також підтвердив повернення Raptor R з двигуном V8, який використовує 5,2-літровий двигун V8 Carnivore з наддувом, що видає 700 к.с. (522 кВт) 868 Нм, заснований на 5,2-літровому Predator у Mustang Shelby GT500, щоб конкурувати з новим Ram 1500 TRX. 
Задня підвіска Raptor більше не використовує листові ресори, замість цього обрані гвинтові пружини та п'ятиланкову систему з поперечиною Панара.
5,2-літровий двигун V8 Carnivore з наддувом Raptor R 2022 року видавав 700 к.с. (520 кВт) та 870 Нм.
У 2023 році крутний момент Raptor R було збільшено до 875 Нм.
Потужність двигуна Raptor R 2024 року було збільшено до 720 к.с. (540 кВт), а його крутний момент повернувся до 870 Нм у ширшій кривій крутного моменту.

#### Двигуни
- 3,5 L EcoBoost D35 V6 twin-turbo 450 к.с. 690 Нм (Raptor)
- 5,2 L Predator V8 700/720 к.с. 870/875 Нм (Raptor R)

## Ranger Raptor

### Перше покоління (2019)

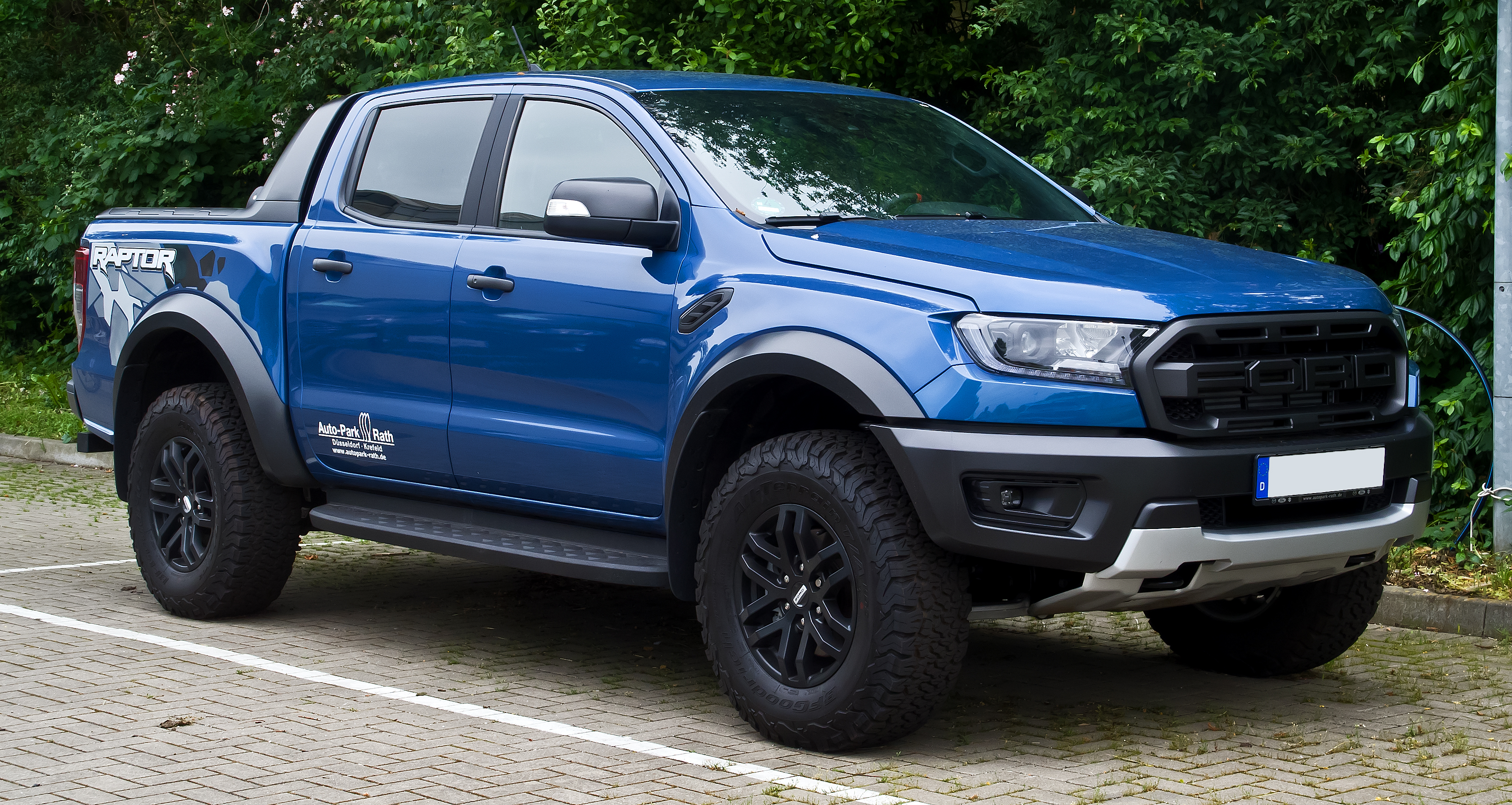
Ford Ranger Raptor (P703)

У модельному році 2019 року Ford представив Ranger Raptor, розроблений на основі глобального середньорозмірного пікапа Ranger T6. 
Розташований над пакетом зовнішнього вигляду Wildtrak, Raptor оснащений модернізованою підвіскою та шасі для покращення своїх позашляхових можливостей. Відповідно до своєї тезки F-150, Raptor має розширену колію та підвищений дорожній просвіт.
Ranger Raptor оснащений 2,0-літровим бітурбованим дизельним двигуном EcoBlue потужністю 210 к.с. Спільний з глобально пропонованими версіями Ford Transit та Ford Everest, двигун поєднується з 10-ступінчастою автоматичною коробкою передач (спільною з F-150, включаючи Raptor). Подібно до F-150 Raptor, система повного приводу Ranger Raptor адаптується до місцевості.
Хоча Ranger Raptor недостатньо широкий, щоб вимагати габаритних вогнів, він перейняв кілька елементів дизайну свого аналога F-150, включаючи сірі шестиспицеві колеса, решітку радіатора з літерою FORD та великі наклейки Raptor з боків вантажного кузова.

#### Виключення для Північної Америки
У жовтні 2018 року Ford підтвердив, що Ranger Raptor не продаватиметься у Сполучених Штатах (до другого покоління). 
Хоча маркетинг моделі запропонував би Ford прямого конкурента Chevrolet Colorado ZR2, Ford посилався на ризик перекриття моделі з більшим F-150 Raptor (моделлю, попит на яку перевищує пропозицію). 
Вторинним фактором є конструкція силового агрегату: оскільки 2,0-літровий дизельний двигун EcoBlue (ще не схвалений для стандартів викидів США) пропонує аналогічну потужність, як і звичайний 2,3-літровий бензиновий двигун EcoBoost від Ranger; редизайн для включення потужнішого двигуна був названий занадто дорогим.
Хоча навряд чи він буде продаватися в Північній Америці в першому поколінні, як середньорозмірний пікап, Ranger Raptor продається на ринках, де Raptor на базі F-Series навряд чи буде широко продаватися через свій більший розмір, хоча на деяких ринках, таких як Аргентина та Мексика, Ranger Raptor продається разом з F-150 Raptor.

### Друге покоління (2022)

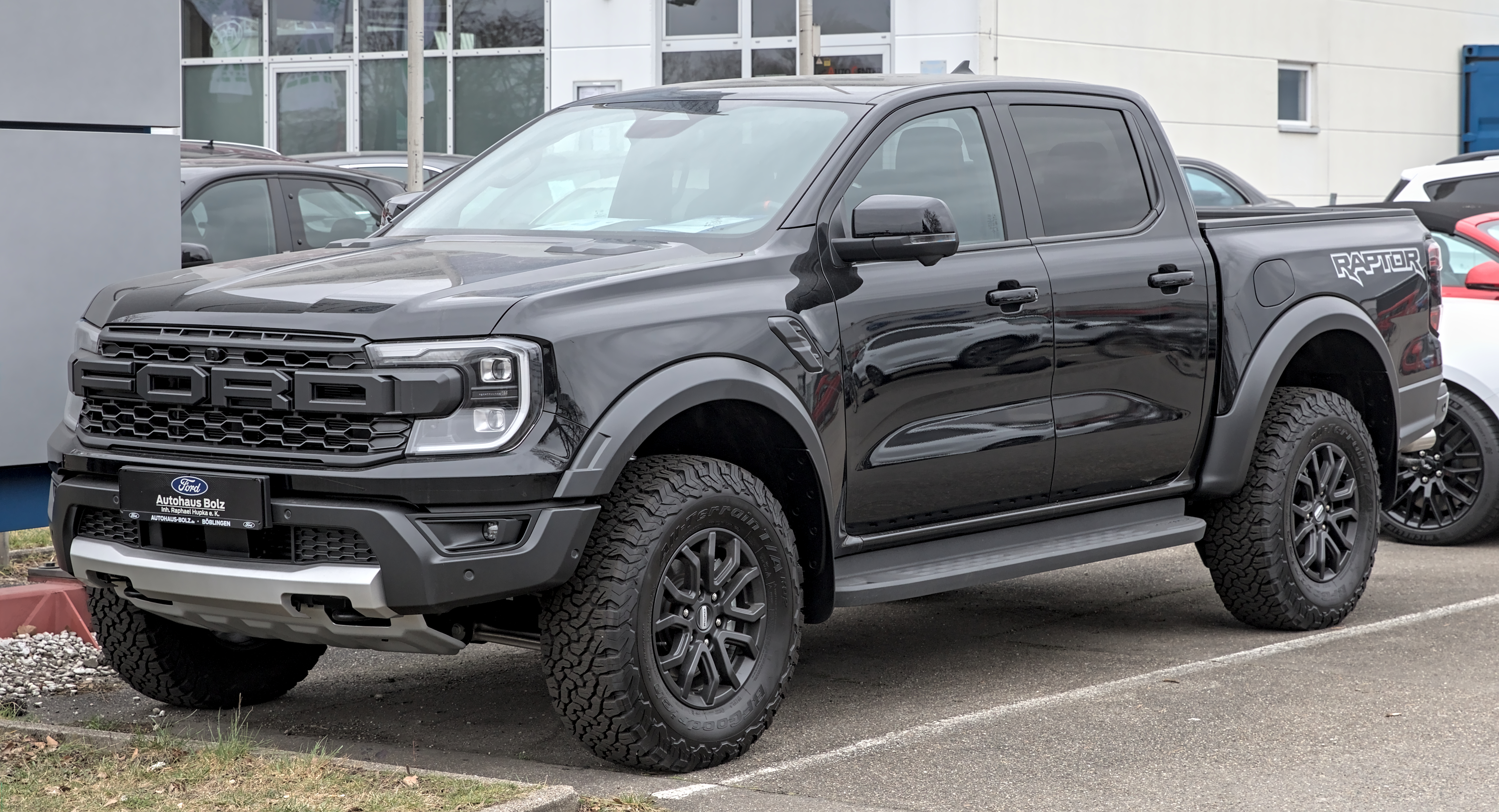
Ford Ranger Raptor (P703)

Ranger Raptor другого покоління був представлений у лютому 2022 року. 
Він оснащений 3,0-літровим бензиновим двигуном EcoBoost V6 з подвійним турбонаддувом потужністю 397 к.с. (292 кВт) для австралійського ринку, тоді як європейський ринок обмежений 286 к.с. (210 кВт) для відповідності стандартам викидів ЄС, і працює в парі з 10-ступінчастою автоматичною коробкою передач. Ranger Raptor другого покоління продаватиметься в Сполучених Штатах та Канаді, починаючи з 2023 року. 
Американська комплектація Ranger Raptor була представлена у травні 2023 року, її потужність становила 411 к.с. (302 кВт), і вона буде запущена одночасно зі стандартними комплектаціями Ranger до кінця літа 2023 року.

## Bronco Raptor

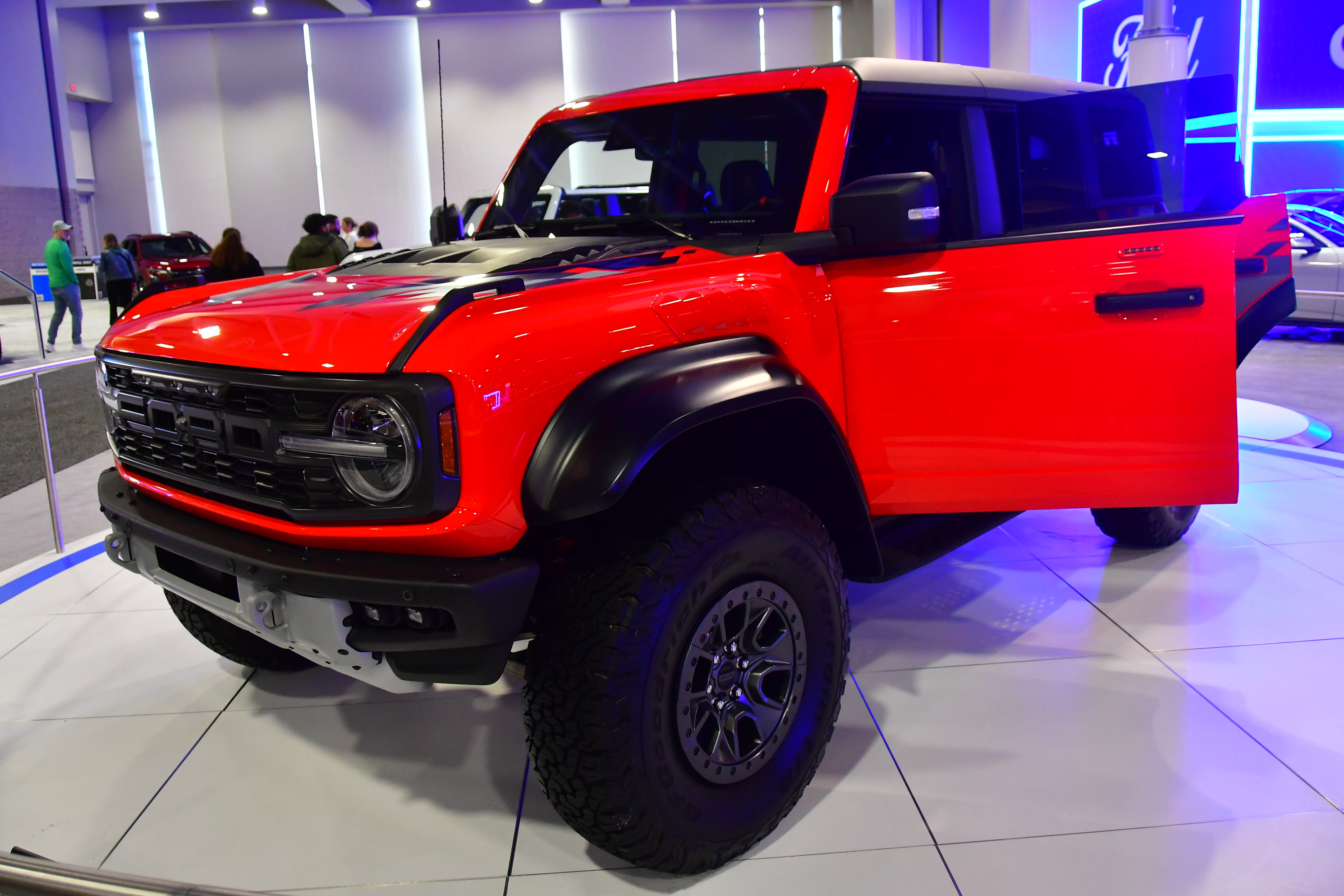
Ford Bronco Raptor

У 2022 модельному році компанія Ford представила Bronco Raptor. Він був розроблений під кодовою назвою «Warthog». 
Він має 37-дюймові шини, 3,0-літровий двигун EcoBoost V6 з подвійним турбонаддувом та 10-ступінчасту автоматичну коробку передач, яку використовує Ford Explorer.

### Двигун
- 3.0 л EcoBoost V6 twin-turbo 424 к.с. 597 Нм